# Heterotis theifolia
Heterotis theifolia är en tvåhjärtbladig växtart som beskrevs av George Bentham. Heterotis theifolia ingår i släktet Heterotis och familjen Melastomataceae. Inga underarter finns listade i Catalogue of Life.